# She Makes Me (Stormtrooper in Stilettos)
A She Makes Me (Stormtrooper in Stilettos) a tizenkettedik dal az angol Queen együttes 1974-es Sheer Heart Attack albumáról. A szerzője Brian May volt, ő is énekel benne. Bár az első May akusztikus klasszikusnak tartják, az albumnak talán mégis ez a legkevésbé kedvelt dala. A rajongók is felróják a hosszát és az eseménytelen dallamszerkezetét, amely kevéssé illik bele az album pörgő, metalos stílusába.

## Közreműködők
- Ének: Brian May
- Háttérvokál: Brian May

Hangszerek:
- Roger Taylor: Ludwig dobfelszerelés
- John Deacon: Fender Precision Bass, Ovation akusztikus gitár
- Brian May: Red Special

## Külső hivatkozások
- Dalszöveg